# 아흘 알 바이트
아흘 알 바이트(아랍어: أهل البيت, 페르시아어: اهلِ بیت)는 이슬람의 예언자 무함마드의 가문을 일컫는 말이다.